# محوطه سرخ زمین ملجادشت
محوطه سرخ زمین ملجادشت در شهرستان املش، بخش رانکوه، روستای ملجادشت واقع شده و این اثر در تاریخ ۲ بهمن ۱۳۸۲ با شمارهٔ ثبت ۱۰۷۰۱ به‌عنوان یکی از آثار ملی ایران به ثبت رسیده است.